# Malcom
Malcom Filipe Silva de Oliveira (n. 26 februarie 1997, São Paulo, São Paulo, Brazilia) este un fotbalist brazilian care evoluează la clubul Al Hilal FC, pe postul de atacant.

## Carieră de club

### Corinthians
Malcom și-a început cariera în tineretul clubului Corinthians. A fost chemat de antrenorul Mano Menezes să integreze în principala echipă în 2014. A fost un jucător regulat în primul unsprăzece în Campeonato Brasileiro Série A. A avut un total de 73 de meciuri și 10 goluri marcate în perioada sa petrecută la club.

### Bordeaux
Echipa franceză Bordeaux l-a transferat pe Malcolm pentru o sumă nedezvăluită la data de 31 ianuarie 2016. [3] [4] Cu mai multe expuneri influente a devenit rapid unul din favoriți fanilor, [5] petrecând trei sezoane și marcând 23 goluri în 96 de apariții în toate competițiile.

### Barcelona
La 24 iulie 2018, clubul spaniol Barcelona a anunțat semnarea lui Malcolm pe un contract de cinci ani pentru o taxă de transfer raportată de 41 de milioane de euro plus un bonus suplimentar de 1 milion de euro. El a fost anterior aproape să se alăture lui A.S. Roma, cu fanii care îl așteptau să ajungă la aeroport și directorul sportiv Monchi, care a declarat că italienii ar lua în considerare luarea de măsuri împotriva lui Bordeaux,

## Titluri

### Club
Corinthians
- Campeonato Brasileiro Série A: 2015

### International
Brazil
- FIFA U-20 World Cup: vice-campioni 2015[3][4]